# Грунтовая вода

Верховодка и грунтовые воды

Грунто́вая вода́ — гравитационная вода первого от поверхности Земли постоянно существующего водоносного горизонта, расположенного на первом водоупорном слое. Имеет свободную водную поверхность. Обычно над ней нет сплошной кровли из водонепроницаемых пород.

## Область питания и распространения
Грунтовая вода заключена в рыхлых и в слабосцементированных породах (вода пластового типа) или заполняет трещины в каких-либо хорошо сцементированных породах (вода трещинного типа). Она может находиться и в порах пород (поровые воды).
Грунтовые воды формируются в основном за счёт инфильтрации атмосферных осадков и поверхностных вод. Область питания грунтовых вод обычно совпадает с областью распространения водоносного горизонта. Мощность горизонта непостоянна и зависит от свойств водосодержащих пород, расстояния до области разгрузки, интенсивности питания и т. д.
Главная характерная особенность грунтовых вод, отличающая их от более глубоких артезианских вод — отсутствие напора.
Наиболее существенное влияние на режим грунтовых вод оказывают метеорологические условия (атмосферные осадки, испарения, температура, атмосферное давление и т. д.), гидравлические условия (изменение режима поверхностных водоёмов, питающих или дренирующих П. в.), хозяйственная деятельность человека (строительство гидротехнических и гидромелиоративных сооружений, откачка воды и нефти из недр, добыча полезных ископаемых, удобрение сельскохозяйственных земель, промстоки и др.).

## Грунтовые воды в строительстве
Грунтовые воды оказывают разрушающее влияние на бетон и другие строительные материалы.
При возведении сооружений грунтовые воды исследуют на агрессивность.
Различают следующие типы агрессивности.
- Общекислотная. Водородный показатель воды меньше 6. Повышается растворимость карбоната кальция. В зависимости от марки цемента и значений pH агрессивность воды различна: при pH < 4 наибольшая, при pH = 6,5 — наименьшая.
- Выщелачивающая. Вода содержит более 0,4—1,5 мг экв. гидрокарбоната. Проявляется в растворении карбоната кальция и выносе из бетона гидроксида кальция. Степень агрессивности воды определяется растворимостью карбоната кальция. Вынос гидроксида кальция увеличивается в присутствии хлорида магния, который вступает в обменную реакцию с гидроксидом кальция, образуя хорошо растворимый хлорид кальция.
- Магнезиальная. Вода содержит более 750 мг/л магния двухвалентного. Предел допустимой концентрации ионов магния зависит от марки цемента, условий, конструкции сооружения, содержания сульфатных ионов и изменяется в широких пределах: от 1,0 до 2,5 %.
- Сульфатная. Вода содержит свыше 250 мг/л сульфатных ионов. Присутствующие в воде в больших концентрациях сульфатные ионы, проникая в бетон, при кристаллизации образуют кристаллогидрат сульфата кальция, являющийся причиной вспучивания и разрушения бетона.
- Углекислотная. Вода содержит свыше 3—4 мг/л углекислоты. Растворение карбоната кальция под воздействием растворённого диоксида углерода с образованием легкорастворимого гидрокарбоната кальция провоцирует процесс разрушения бетона.

## Грунтовые воды — источник водоснабжения

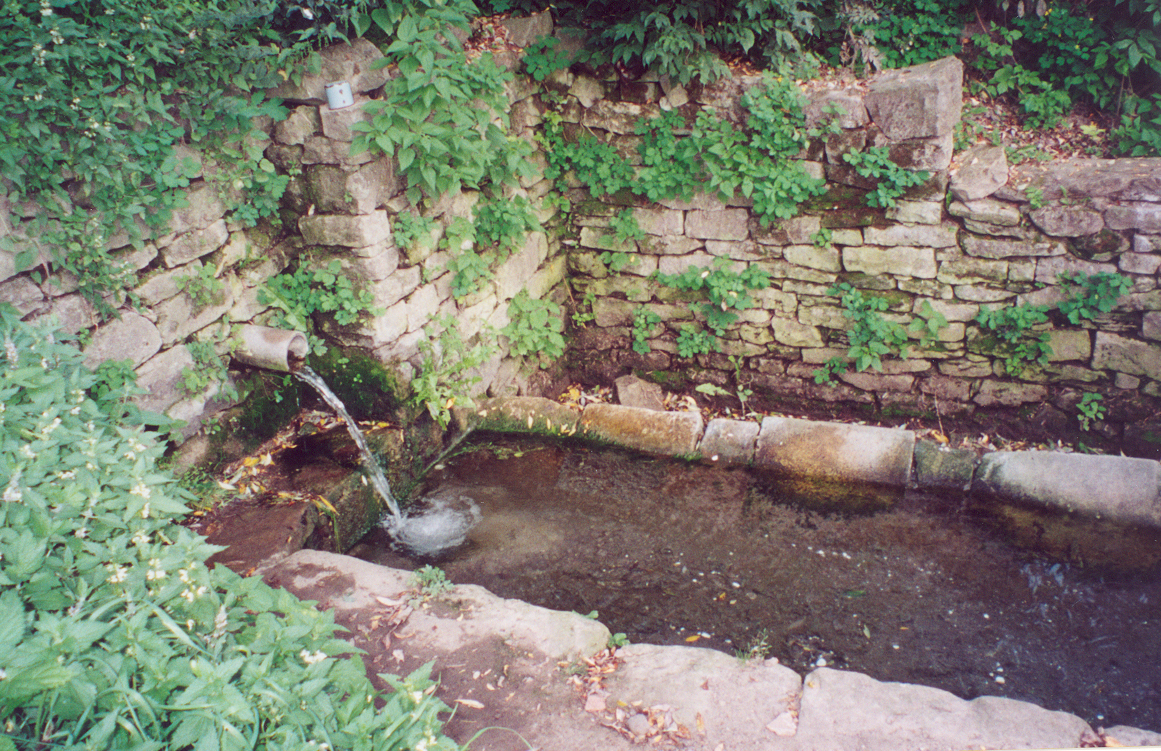
Шипот — подземный источник водоснабжения

Грунтовые воды относительно легкодоступны, и поэтому имеют большое значение для водоснабжения промышленных предприятий и различных населённых пунктов.
Для добычи грунтовых вод делают колодцы, скважины с гравийной отсыпкой в сочетании с фильтрами из сетки галунного плетения.
Грунтовые воды можно использовать в качестве обширного резервуара для запасания воды во время наводнений и её расходования во время засух.

## Качество грунтовых вод
Во влажном климате интенсивно происходят инфильтрация и подземный сток. При этом горные породы и почвы выщелачиваются, и из них выносятся легко растворимые соли — хлориды и сульфаты. Грунтовые воды в таких условиях пресные; они содержат лишь относительно малорастворимые соли (в основном гидрокарбонаты кальция). В засушливом тёплом климате (в сухих степях, полупустынях и пустынях) вследствие кратковременности выпадения и малого количества атмосферных осадков, а также слабой дренированности местности подземный сток грунтовых вод не развивается; вместо этого они испаряются и засоляются. Вблизи рек, водоемов, водохранилищ и т. п. грунтовые воды в значительной степени опреснены и по качеству могут удовлетворять нормам питьевой воды.
Минерализация — сумма всех минеральных веществ, растворённых в воде, выраженная в граммах абсолютно сухого остатка, полученного выпариванием 1 л воды.
Классификация вод по степени минерализации:
- Пресные — до 1 г/л. Преобладающий химический тип вод: гидрокарбонатные кальциевые.
- Слабосолоноватые — 1—3 г/л. Сульфатные, реже хлоридные.
- Солоноватые — 3—10 г/л. Сульфатные, реже хлоридные.
- Солёные — 10—15 г/л. Сульфатные, хлоридные.
- Рассолы — больше 50 г/л. Хлоридно-натриевые.

Жёсткость воды обусловлена присутствием в воде ионов кальция и магния. Различают:
- общую жёсткость (сумма мг экв. ионов Ca и Mg в литре воды),
- карбонатную (величина рассчитывается по количеству гидрокарбонатных и карбонатных ионов) и
- некарбонатную (жёсткость общая за вычетом жёсткости карбонатной).

По общей жёсткости воды подразделяются на 5 типов:
- очень мягкая: <1,5 мг экв./л,
- мягкая: 1,5—3 мг экв./л,
- умеренно жёсткая: 3—6 мг экв./л,
- жёсткая: 6—9 мг экв./л,
- очень жёсткая: >9 мг экв./л.

Вблизи свалок, скотобаз, скотомогильников, различного рода химических, радиоактивных захоронений грунтовые воды заражены.
Грунтовые воды являются показателем чистоты почв, местности.

## Физика явления
Количество воды, просачивающейся через пористые породы, определяется по формуле: {\displaystyle Q=k\omega _{0}I}, где {\displaystyle I} — падение напора на единицу длины пласта в направлении фильтрующегося потока, {\displaystyle \omega _{0}} — площадь сечения пласта плоскостью, перпендикулярной к направлению потока, {\displaystyle k} — коэффициент фильтрации: {\displaystyle k=C{\frac {d_{e}}{\mu }}}, где {\displaystyle C=0,80} для очень плотных песков, {\displaystyle C=1,55} для песков средней пористости, {\displaystyle C=2,00} для песков, составленных из округлённых частиц почти одинакового диаметра, {\displaystyle d_{e}} — эффективный диаметр частицы, определяемый на основе данных механического анализа образца грунта, {\displaystyle \mu } — вязкость фильтрующейся жидкости.